# カヴァッソ・ヌオーヴォ
カヴァッソ・ヌオーヴォ（伊: Cavasso Nuovo）は、イタリア共和国フリウリ＝ヴェネツィア・ジュリア州ポルデノーネ県にある、人口約1,500人の基礎自治体（コムーネ）。

## 地理

### 位置・広がり

#### 隣接コムーネ
隣接するコムーネは以下の通り。
- アルバ
- ファンナ
- フリザンコ
- メドゥーノ
- セクアルス

### 気候分類・地震分類
カヴァッソ・ヌオーヴォにおけるイタリアの気候分類 (it) および度日は、zona E, 2881 GGである。
また、イタリアの地震リスク階級 (it) では、zona 1 (sismicità alta) に分類される。